# Академия наук Республики Саха (Якутия)
Акаде́мия нау́к Респу́блики Саха́ (Яку́тия) (Государственное бюджетное учреждение, сокр. АН РС (Я)) — высшая научная организация, интегрирующая научный потенциал Якутии, учредителем которого является Глава Республики Саха (Якутия).

## Описание
Академия наук Республики Саха (Якутия) создана в 1993 году указом Президента республики Михаила Ефимовича Николаева как высшая научная организация, интегрирующая научный потенциал Якутии. Это государственное бюджетное учреждение Республики Саха (Якутия), учредителем которого является Глава Республики Саха (Якутия).
Научные направления, которыми занимается Академия, по информации представленной на официальном сайте, определены в соответствии с потребностями Якутии. Они работают над решением следующих задач:
- Научное обеспечение социально-экономического, духовного и культурного развития Якутии
- Поддержание и развитие фундаментальных и прикладных исследований
- Сохранение и расширение научного потенциала
- Дальнейшая интеграция с российским академическим сообществом, вузовской и отраслевой наукой

Якутская Академия наук также занимается фундаментальными исследования в области истории, палеонтологии, палеэкологии. Так, среди работ, которые нашли отражение в их деятельности масштабный научный труд «История Якутии», трехтомное издание «Энциклопедия Якутии». В 2018 году увидел свет «Энциклопедический словарь Якутии», как сообщается на сайте Академии — это первое наиболее полное справочное издание, посвященное историческому процессу развития Якутии, являющимся «символом самосознания региона».
Активно ведутся палеоэкологические исследования мамонтовой фауны и динамики наземных экосистем позднего плейстоцена Якутии, а также исследования этапов заселения человеком Арктической зоны Якутии.
Начиная с 2010 года, функции Академии наук РС(Я) были значительно расширены. Теперь Академия занимается проведением научно-технической экспертизы, охраной интеллектуальной собственности, внедрением инновационных технологий и проведением мероприятий в области науки. Кроме того, ведется активная работа с Малой академией наук, Советом по науке при Главе РС(Я).
Академия наук создает временные творческие коллективы для проведения научно-исследовательских работ по актуальным для республики направлениям: изучение антропогенного воздействия на состояние реки Лена, сейсмотектонический анализ и сейсмическое районирование прибрежно-шельфовых районов Российской Арктики и др.

## Руководство
- Гоголев Анатолий Игнатьевич — Вице-президент. Действительный АН РС(Я) с 1995 г. Доктор исторических наук, профессор
- Попов Сергей Вячеславович — Главный ученый секретарь. Действительный член АН РС(Я) с 2012 года. Доктор физико-математических наук (2000), профессор (2002)
- Иванов Василий Николаевич — Советник. Действительный член АН РС(Я) с 1993 г. Доктор исторических наук (1983), профессор (1986)
- Кривошапкин Вадим Григорьевич — Советник. Действительный член АН РС(Я) с 1995 г. Доктор медицинских наук, профессор, советник АН РС (Я)
- Чугунов Афанасий Васильевич — Советник. Действительный член АН РС(Я) с 1995 года. Доктор сельскохозяйственных наук (1984), профессор (1985)

## Структура Академии
В настоящее время структура Академии наук Республики Саха (Якутия) сформирована следующими научными и организационными подразделениями:
- Отдел энциклопедистики
- Отдел этносоциальных и этноэкономических исследований геосистем
- Отдел изучения мамонтовой фауны
- Научный экспертно-аналитический центр
- Центр интеллектуальной собственности РС (Я)
- Научно-образовательный центр
- Западно-якутский научный центр | Мирный[1][2]
- Южно-якутский научный центр | Нерюнгри[3]

## Члены Академии

### Действующие члены академии
- Алексеев Николай Николаевич — Действительный член АН РС(Я) с 1999 года. Доктор исторических наук, профессор
- Бурцев Анатолий Алексеевич — Действительный член АН РС(Я) с 1993 года. Доктор филологических наук, профессор СВФУ
- Гриб Николай Николаевич — Действительный член АН РС(Я) с 2015 года. Доктор геолого-минералогических наук, профессор, председатель Южно-Якутского научного центра Академии наук РС(Я)
- Данилова Надежда Софроновна — Действительный член АН РС(Я) с 2012 года. Доктор биологических наук, профессор, ведущий научный сотрудник ИБПК СО РАН
- Денисов Герман Васильевич — Действительный член АН РС(Я). Доктор биологических наук, заместитель директора по научной работе Института биологии Якутского филиала Сибирского отделения АН СССР, создатель и директор Института северного луговодства АН Республики Саха
- Железняк Михаил Николаевич - Действительный член АН РС(Я) с 2020 года. Доктор геолого-минералогических наук
- Зинчук Николай Николаевич — Действительный член АН РС(Я) с 2003 года. Доктор геолого-минералогических наук, профессор, председатель Западно-Якутского научного центра АН РС(Я)
- Ишков Александр Михайлович — Действительный член АН РС(Я) с 1996 года. Доктор технических наук, профессор
- Кершенгольц Борис Моисеевич — Действительный член АН РС(Я) с 1995 года. Доктор биологических наук, профессор, г.н.с. ИБПК СО РАН
- Колодезников Игорь Иннокентьевич — Действительный член АН РС(Я) с 1993 года.
- Крымский Гермоген Филиппович — Действительный член АН РС(Я) с 1993 года. Академик РАН (1997), член-корреспондент РАН (1987—1997), доктор физико-математических наук, профессор.
- Лепов Валерий Валерьевич — Действительный член АН РС(Я) с 2015 г. Доктор технических наук, профессор
- Маршинцев Виктор Клавдиевич — Действительный член АН РС(Я) с 1996 года. Доктор геолого-минералогических наук, профессор
- Матвеев Андрей Иннокентьевич — Вице-президент Действительный член АН РС(Я) с 2012 года. Доктор технических наук
- Махаров Егор Михайлович — Действительный член АН РС(Я) с 1996 года. Доктор философских наук, профессор
- Никитин Валерий Мефодьевич — Действительный член АН РС(Я) с 2004 года. Доктор геолого-минералогических наук, профессор
- Охлопкова Наталья Васильевна — Действительный член АН РС(Я) с 2012 года. Доктор экономических наук, профессор
- Охлопкова Айталина Алексеевна — Действительный член АН РС(Я) с 2015 года. Доктор технических наук, профессор
- Охлопкова Полина Петровна — Действительный член АН РС(Я) с 2012 года. Доктор сельскохозяйственных наук
- Петрова Пальмира Георгиевна — Действительный член АН РС(Я) с 1996 года. Доктор медицинских наук, профессор
- Попов Анатолий Афанасьевич — Действительный член АН РС(Я) с 2012 года. Доктор экономических наук, профессор СВФУ
- Слепцов Петр Алексеевич — Действительный член АН РС(Я) с 1993 года. Доктор филологических наук, профессор
- Тобохов Александр Васильевич — Действительный член АН РС(Я) с 2012 года. Доктор медицинских наук, профессор СВФУ
- Толстов Александр Васильевич — Действительный член АН РС(Я) с 2021 года. Доктор геолого-минералогических наук
- Фридовский Валерий Юрьевич — Действительный член АН РС(Я) с 2015 года. Доктор геолого-минералогических наук, профессор, член-корреспондент РАН
- Шепелев Виктор Васильевич — Действительный член АН РС(Я) с 2012 года. Доктор геолого-минералогических наук, профессор
- Яковлев Виктор Леонтьевич — Действительный член АН РС(Я) с 1993 года. Доктор технических наук, профессор, член-корреспондент РАН

### Почётные члены академии
- Аннин Борис Дмитриевич — Почётный член АН РС(Я) с 2018 года. Доктор физ.-мат. наук (1970 г.), профессор (1974 г.), академик РАН (2011 г.).
- Гаязов Альфис Суфиянович — Почётный член АН РС(Я) с 2018 года. Член-корреспондент Российской академии образования (2009 г.), академик АН РБ (2016), доктор педагогических наук (1996 г.), профессор (1997 г.).
- Головнёв Андрей Владимирович — Почётный член АН РС(Я) с 2018 года.
- Конторович Алексей Эмильевич — Почётный член АН РС(Я) с 2014 года. Доктор геолого-минералогических наук (1969), профессор (1971)
- Похиленко Николай Петрович — Почётный член АН РС(Я) с 2014 года.
- Салахов Мякзюм Халимулович — Почётный член АН РС(Я) с 2018 года. Доктор физико-математических наук, профессор.

### Иностранные члены академии
- Романовский Владимир — США
- Арчибальд Джордж — США
- Стоун Дэвид — США
- Витебски Пирс — Англия
- Хатано Рюсуке — Япония
- Хияма Тецуя — Япония
- Хуббертен Ханс-Вольфганг — Германия
- Такакура Хироки — Япония
- Крюбези Эрик — Франция